# Patrice Caratini
Pour les articles homonymes, voir Caratini.
Patrice Caratini est un contrebassiste, compositeur et chef d'orchestre français, né le 11 juillet 1946 à Neuilly-sur-Seine (Hauts-de-Seine, France)
Sa carrière commence dans les clubs parisiens dans lesquels il joue du jazz avec Michel Roques et Franco Manzecchi. D'autres musiciens se joignent alors à lui, comme les pianistes Georges Arvanitas, Martial Solal et Mal Waldron (disque "Ursula" avec Franco Manzecchi en 1969 sur Musica records) ou encore le tromboniste Slide Hampton. En 1976, il forme un duo avec le guitariste Marc Fosset, rejoint par l’accordéoniste Marcel Azzola. Ainsi ils accompagnent Stéphane Grappelli pendant plus de dix ans. C'est lui qui est à la tête de l'orchestre de jazz accompagnant l'album violet de Maxime Le Forestier, en particulier dans la chanson Le fantôme de Pierrot. C'est aussi lui qui accompagne Maxime Le Forestier à la contrebasse lors du concert Olympia 1973.
En compagnie du bandonéoniste Juan José Mosalini et du pianiste Gustavo Beytelmann, il joue également du tango contemporain.
En 1980, il crée un onztet et compose pour lui-même et pour d'autres formations. En 1992, il participe activement à la création de l’Union des Musiciens de Jazz (UMJ). En 2007, il crée à Sceaux (Hauts-de-Seine) Xocoatl, une œuvre pour grand chœur, orchestre de jazz et récitant avec le Chœur Nicolas de Grigny.
En 2003, il crée avec Jean-Rémy Guédon l'association Grands Formats, fédération d'orchestres qui regroupe des ensembles professionnels de jazz et de musiques à improviser porteurs de projets artistiques. Elle a pour ambition de favoriser le développement et le rayonnement de ces orchestres en France et à l'international.
Patrice Caratini reçoit le 10 décembre 2007 le Grand prix du jazz de la Sacem.
Patrice est le père du clarinettiste Clément Caratini et du comédien Louis Caratini.

## Décorations
- Officier de l'ordre des Arts et des Lettres (2021)[3]

## Discographie

### En duo avecMarc Fosset
- 1977 : Boîte à Musique (Open)(F)
- 1978 : Le chauve et le gaucher (Open)
- 1982 : Troisième acte (Cara)
- 1997 : Half Nelson (Omd)

### En trio
| Année | Autre Musicien                           | Titre de l'album            | Label                        |
| ----- | ---------------------------------------- | --------------------------- | ---------------------------- |
| 1982  | Marcel Azzola et Marc Fosset             | Trois Temps Pour Bien Faire | Productions Patrice Caratini |
| 1982  | Juan Jose Mosalini et Gustavo Beytelmann | La Bordona                  | Productions Patrice Caratini |
| 1983  | Juan Jose Mosalini et Gustavo Beytelmann | Inspiración Del Tango       | Eigelstein Musikproduktion   |
| 1986  | Marcel Azzola et Marc Fosset             | Fleur de Banlieue           | Productions Patrice Caratini |
| 1987  | Juan Jose Mosalini et Gustavo Beytelmann | Imagenes                    | Label Bleu                   |
| 1990  | Juan Jose Mosalini et Gustavo Beytelmann | Violento                    | Label Bleu                   |
| 2019  | Alain Jean-Marie et Roger Raspail        | Tropical Jazz Trio          | French Paradox               |

- Tropical Jazz Trio reçoit un Coup de cœur Jazz et Blues 2019 de l'Académie Charles-Cros annoncé le 14 janvier dans l’émission Open Jazz d’Alex Dutilh sur France Musique[4].

### Autres formations
- 1982 : Endeka (Label Bleu)
- 1988 : Viens Dimanche (Label Bleu)
- 1996 : Hard scores (Label Bleu) : réédition de Endeka et Viens Dimanche
- 1999 : Darling Nellie Gray (Label Bleu)
- 2002 : Anything goes – Les chansons de Cole Porter avec la chanteuse Sara Lazarus (Le Chant du Monde)
- 2004 : From the Ground (Le Chant du Monde)
- 2008 : De l’amour et du réel - variations sur la chanson réaliste avec la chanteuse Hildegarde Wanzlawe (Chant du Monde/Harmonia Mundi)
- 2009 : Latinidad - avec les percussions de Cuba (Chant du Monde/Harmonia Mundi)
- 2011 : Chofé biguine la - avec le pianiste Alain-Jean Marie -  Biguine Reflections (Universal Music Jazz France)
- 2013 : BODY AND SOUL - création de Patrice Caratini autour du film homonyme d'Oscar Micheaux, enregistrement public au Paris Jazz Festival (L'autre distribution)
- 2015 : SHORT SONGS - l'imaginaire universel de la chanson dans un dispositif minimaliste avec le saxophoniste Rémi Sciuto et la chanteuse Hildegarde Wanzlawe  (Caramusic/L'autre distribution)